# 番攤

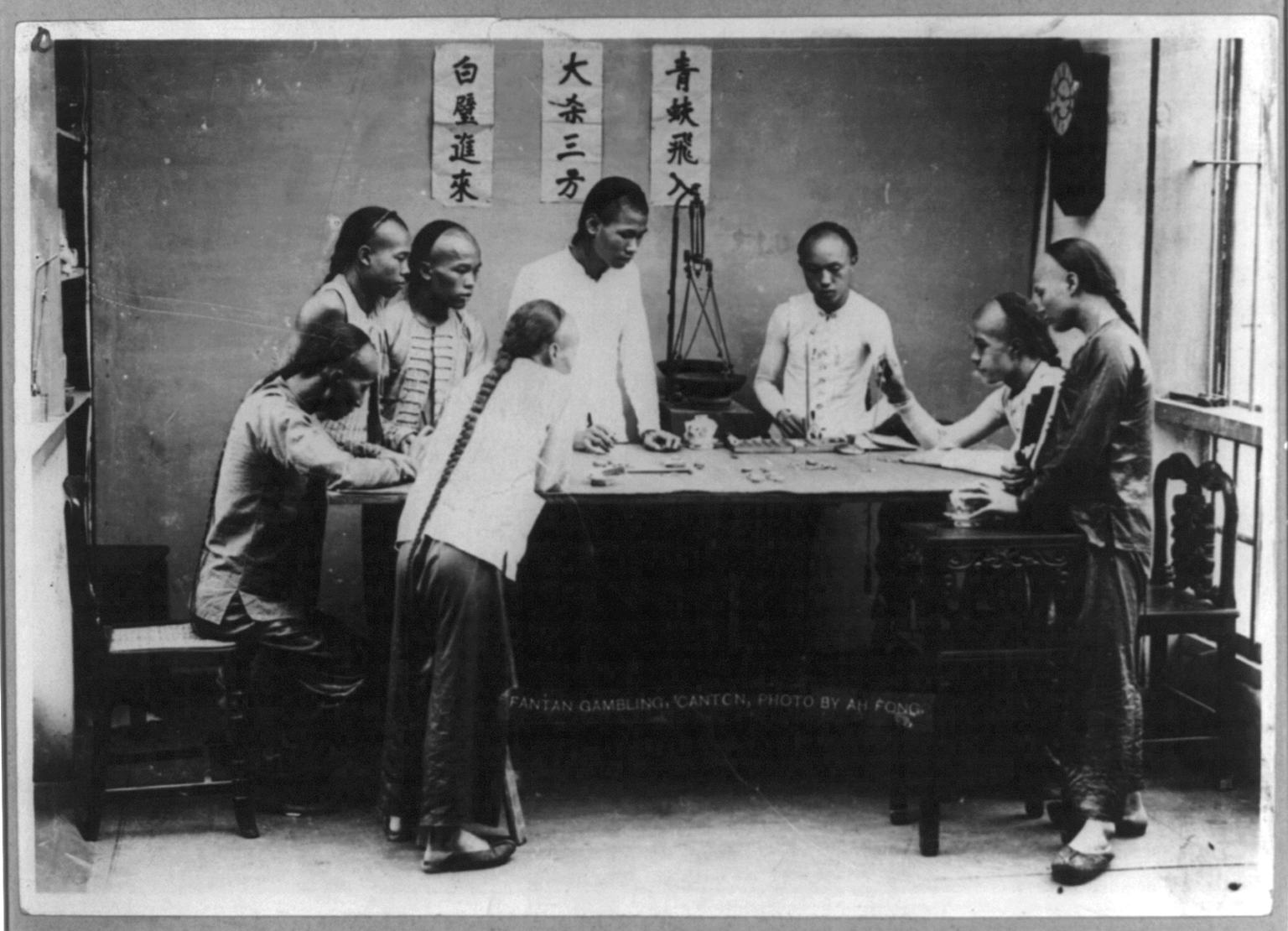
1890年的番攤

番攤是一種賭博的方法，以前在中國南部兩廣一帶的民間流行。
番攤原名廣攤，但當年廣攤只有「番」一種玩法，故名番攤。澳門賭場為配合大眾，所以用「番攤」這稱呼至今。

## 玩法
番攤的賭博方法很簡單。在桌子上畫上十字，分成「一」、「二」、「三」、「四」四門。開賭者（莊家）在桌上放數十個大小相同的小銅錢（亦可以用衣鈕、蠶豆、圍棋棋子等）。用一個小瓷盤或碗，反過來蓋著當中部分約數十個的銅錢。等閒家下注以後，打開小碗，以籐條或小木棒點算碗內的銅錢數目。以四個為一組，到最後一組剩餘的銅錢決定勝出者；若為剩一則一勝，剩二則二勝，如此類推。派彩一般多於三倍，小於四倍。常見賠率是一賠3.75。
時至今日，番攤玩法已改變不少，多了念、角、丫攤、三門這四種玩法。

## 廣攤
每局最後一注殺、走、賠完畢，坐庄應即熄燈，隨即開始下一局之操作：
1. 出皮
2. 圍紅
3. 扒攤
4. 開邊什鈕
5. 跟眼責任

全抬每局最高賠額：8萬元或10萬元（包括抽水數）。
投注以100元以為單位。
| 名稱 | 賠率（再抽水5%） | 最低投注 | 註解                                                 |
| ---- | ---------------- | -------- | ---------------------------------------------------- |
| 番   | 一賠三           | 100元    | 投注單一號碼，開出為贏，其餘為輸。                   |
| 念   | 一賠二           | 100元    | 投注兩個號碼，選定其一為贏，另一為和，其餘兩個為輸。 |
| 角   | 一賠一           | 100元    | 投注兩個號碼，開出為贏，其餘為輸。                   |
| 丫攤 | 二賠一           | 200元    | 投注三個號碼，選兩個開出為贏，其餘一個號碼為和。     |
| 三門 | 三賠一           | 300元    | 投注三個號碼，開出為贏，其餘為輸。                   |

### 三門基數
1----0.3166
2----0.6333
5----1.5833